# Міноносці типу «Оторі»
Міноносці типу «Оторі» (яп. 鴻型水雷艇, Ōtori-gata suiraitei) — міноносці Імперського флоту Японії першої половини 20-го століття.

## Історія створення
Врахувавши помилки в конструкції міноносців типу «Тідорі», були замовлені 16 кораблів з дещо зміненою конструкцією. Було зменшене озброєння та внесені зміни в конструкцію надбудов. Для подальшого збільшення остійності була збільшена ширина корабля, виросли водотоннажність та осадка. На 72 % була збільшена потужність силової установки, за рахунок чого збільшилась швидкість кораблів.
Озброєння було аналогічне озброєнню міноносців типу «Тідорі» після модернізації — 3 x 120/45-мм гармати «Тип 11». Також була встановлена 40-мм зенітна гармата Vickers, 11-мм кулемет, а також 3 x 533-мм торпедні апарати і 9 глибинних бомб.
Всього запланували побудувати 16 кораблів цього типу. Протягом 1934—1937 років побудовано 8 кораблів, від будівництва решти відмовились на користь будівництва мисливців за підводними човнами.
Під час війни кормову гармату демонтували, замість неї встановили 10 x 25-мм зенітних автоматів. Боєкомплект глибинних бомб зріс до 48 штук.

## Представники
| Назва       | Верф                                | Закладений             | Спущений на воду    | Вступив у стрій      | Доля                                                        |
| ----------- | ----------------------------------- | ---------------------- | ------------------- | -------------------- | ----------------------------------------------------------- |
| Оторі 鴻    | Верф флоту, Майдзуру                | 8 листопада 1934 року  | 25 квітня 1935 року | 10 жовтня 1936 року  | Потоплений авіацією 12 червня 1944 року                     |
| Хійодорі 鵯 | IHI Corporation                     | 26 листопада 1934 року | 25 жовтня 1935 року | 20 грудня 1936 року  | Потоплений 17 листопада 1944 року підводним човном «Ганнел» |
| Хаябуса 隼  | «Yokohama Dock Company»             | 19 грудня 1934 року    | 28 жовтня 1935 року | 7 грудня 1936 року   | Потоплений авіацією 24 вересня 1944 року                    |
| Касасагі 鵲 | «Ōsaka Iron Works»                  | 4 березня 1935 року    | 18 жовтня 1935 року | 15 січня 1937 року   | Потоплений 26 вересня 1943 року підводним човном «Блюфіш»   |
| Кіджі 雉    | «Mitsui Engineering & Shipbuilding» | 24 жовтня 1935 року    | 26 січня 1937 року  | 31 липня 1937 року   | Переданий СРСР як репарація Зданий на злам у 1957 році      |
| Карі 雁     | «Yokohama Dock Company»             | 11 травня 1936 року    | 20 січня 1937 року  | 20 вересня 1937 року | Потоплений 15 липня 1945 року підводним човном «Бая»        |
| Сагі 鷺     | «Harima Shipyards»                  | 20 травня 1936 року    | 30 січня 1937 року  | 31 липня 1937 року   | Потоплений 8 листопада 1944 року підводним човном «Ганнел»  |
| Хато 鳩     | IHI Corporation                     | 26 травня 1936 року    | 25 січня 1937 року  | 7 серпня 1937 року   | Потоплений авіацією 16 жовтня 1944 року                     |